# Uncaria perrottetii
Uncaria perrottetii là một loài thực vật có hoa trong họ Thiến thảo. Loài này được (A.Rich.) Merr. miêu tả khoa học đầu tiên năm 1913.